# 支付命令
支付命令（英語：pay warrant）是民事訴訟上債權人利用公權力（法院）來督促債務人履行債務的一種手段。如果債權人向債務人所請求的是金錢、可替代物、有價證券等，可以向法院申請發此「支付命令」，用來督促債務人履行債務的一種簡便手段，不必透過訴訟，就可以擁有與執行名義的特殊程序。

## 意義
支付命令是民事訴訟上「督促程序」的一環。督促程序顧名思義，即是債權人督促債務人履行債務的一個法律上的程序。但其債務僅限於給付金錢或其他替代物，或者是一定數量的有價證券才行。而且債權人在不需經過訴訟上的言詞辯論，僅僅依照債權人的主張，法院向債務人發出附帶條件的「支付命令」。這個附帶條件指的是，如果債務人不在支付命令所指定的期間內提出異議，該支付命令便等同於確定判決，具同一效力。這種督促程序適合於債權債務關係明確，債權人預料到債務人應該不會對債務有所爭執者。便可透過此種簡便的方式，取得執行名義，節省當事人上法院的精力與時間。

## 申請發支付命令的條件
1. 須以給付一定數額的金錢或其他替代物或有價證券為標的，但不問是本於何種法律關係所發生的給付請求。[註 1]
2. 須聲請發支付命令人沒有對待給付義務或對待給付已經履行（沒有其他債務糾紛）[註 2]
3. 支付命令要能夠送達到債務人。這是說支付命令不能用公示送達的方式，或是送達到國外的情形。[註 3]
4. 符合一定格式。[註 4]
5. 在有些地方及情況，支付命令屬於專屬管轄，要由特定法院為之。[註 5]

## 聲請支付命令的審查

### 對於程序上要件的審查與裁判
聲請支付命令在程序上是否合法，法院應依職權調查，除一般訴訟要件，諸如當事人能力、訴訟能力、代理權等等事項，聲請支付命令本身的要件符合與否。有必要時，亦得訊問債權人。若要件有欠缺，法院應有權限命債權人補正。

### 對於支付命令聲請有無理由的審理與裁判
此審查是針對債權人所提出的權利是否存在進行審查，審查通者，法院即可發出支付命令，未通過者，裁定予以駁回。

## 債務人對支付命令的異議
1. 如果支付命令在一定期間內不能送達到債務人時，支付命令失效。因此而產生的訴訟繫屬關係亦隨同消滅。[註 7]
2. 支付命令送達債務人後一定期間內，若是債務人沒有提出異議，債權人便可請求強制制行。[註 8]
3. 如果債務人在收到支付命令後一定期間內提出異議時，若經查明屬實，法院應讓支付命令失效。[註 9]

## 註譯
1. ↑  依中華人民共和國民事訴訟法[2]第214條之規定，僅限於金錢或有價證券；但中華民國民事訟法則多出了替代物一項，見中華民國民事訴訟法[3]第508條。
2. ↑  見中華人民共和國民事訴訟法[2]第214條；中華民國民事訴訟法[3]第509條。
3. ↑  見中華人民共和國民事訴訟法[2]第214條；中華民國民事訴訟法[3]第509條。
4. ↑  見中華人民共和國民事訴訟法[2]第214條；中華民國民事訴訟法[3]第511條。
5. ↑  如中華民國民事訴訟法[3]第510條之規定，專屬債務人為被告時屬於專屬管轄，目的在於保護債務人的利益。
6. ↑  如中華人民共和國民事訴訟法[2]第216條規定：「人民法院受理申請後，經審查債權人提供的事實、證據，對債權債務關係明確、合法的，應當在受理之日起十五日內向債務人發出支付令；申請不成立的，裁定予以駁回。」；中華民國民事訴訟法[3]第513條亦類似。
7. ↑  例如中華民國民事訴訟法第515條，３個月內不能送達債務人時，支付命令失效。但中華人民共和國民事訴訟法沒有此項規定。
8. ↑  見中華人民共和國民事訴訟法第216條；中華民國民事訴法第521條。
9. ↑  見中華人民共和國民事訴訟法第217條；中華民國民事訴法第519條。